# Hydro (album)
Hydro (The 29th album composed by Michel Huygen) is een studioalbum van Michel Huygen, uitgebracht onder groepsnaam Neuronium, waarvan hij enig lid is.
Subtitel luidt: "Music for an ultra relaxing bath....(mental...or foam)". Het is opgenomen in zijn Neuronium Studio in Barcelona. In 2007 volgde een nieuwe uitgave met de toevoeging "Aquatic anti-stress music". In 2010 volgde Hydro 2. Delen van Hydro (elektronische vocalise) werden vergeleken met het werk van Vangelis.

## Musici
Michel Huygen speelt alle instrumenten, zangstemmen en waterachtige geluiden (bubbels en golfjes) komen ook uit de elektronische apparatuur .

## Muziek
Hydro wordt gespeeld in zes delen met elk een subtitel:

| Nr. | Titel                        | Duur  |
| --- | ---------------------------- | ----- |
| 1.  | Hydro (part 1: Elementum)    | 14:25 |
| 2.  | Hydro (part 2: Regina Maris) | 2:55  |
| 3.  | Hydro (part 3: Pax)          | 3:26  |
| 4.  | Hydro (part 4: Profuncis)    | 21:11 |
| 5.  | Hydro (part 5: Fluctus)      | 5:03  |
| 6.  | Hydro (part 6: Matrix Maris) | 2:52  |